# Dyrachyo
Анто́н Алексе́евич Шкре́дов (род. 5 сентября 2001, Сургут, Ханты-Мансийский автономный округ), российский киберспортсмен по Dota 2, более известный под ником dyrachyo. Включён в список «30 до 30» от Forbes.

## Биография
После 11 класса по настоянию родителей поступил в колледж на инженера КИПиА. Но через два дня учёбы забрал документы и решил, что это не его. Профессиональную карьеру начал в 2019 году.

### Team Tickles
В поисках команды, Антон написал Мельхиору «Seleri» Хилленкампу. Они сыграли тестовые игры и Seleri взял его в команду. У команды уже была основа: тренер Даниэль «ImmortalFaith» Моза, сам Мельхиор «Seleri» Хилленкамп (капитан и полная поддержка) и мидер Мирослав «BOOM» Бицан. Позже они добрали к своей команде частичную поддержку Эрика «tOfu» Энгеля и оффлейнера Маркуса «Ace» Хёлгарда.

### Gaimin Gladiators
8 февраля 2022 года Gaimin Gladiators подписали команду Team Tickles.
5 марта 2023 года Антон одерживает победу на The Lima Major 2023 и становится первым российским киберспортсменом, который победил на турнире уровня мейджор в составе англоязычной команды.
За 2023 год вместе с командой одерживает победу на Berlin Major 2023, DreamLeague Season 19, DreamLeague Season 20, Bali Major 2023.
21 июля 2024 Gaimin Gladiators становятся чемпионами Riyadh Masters 2024.
3 октября 2024 года Антон взял паузу в карьере, уйдя в запас Gaimin Gladiators.

## Достижения
Победитель рейтинга журнала Forbes «30 до 30» в категории «Спорт и киберспорт» за 2023 год.
| Место | Команда           | Турнир                                    | Дата        | Призовые    |
| 2022  | 2022              | 2022                                      | 2022        | 2022        |
| ----- | ----------------- | ----------------------------------------- | ----------- | ----------- |
| 4     | Gaimin Gladiators | ESL One Stockholm Major 2022              | 21 мая      | 10 000 $    |
| 9—12  | Gaimin Gladiators | The International 2022                    | 22 октября  | 378 612 $   |
| 1     | Gaimin Gladiators | BetBoom Xmas Show                         | 29 декабря  | 25 000 $    |
| 2023  |                   |                                           |             |             |
| 3     | Gaimin Gladiators | BetBoom Universe: Episode I — Comics Zone | 14 февраля  | 10 000 $    |
| 1     | Gaimin Gladiators | Lima Major 2023                           | 5 марта     | 200 000 $   |
| 1     | Gaimin Gladiators | DreamLeague Season 19                     | 23 апреля   | 300 000 $   |
| 1     | Gaimin Gladiators | Berlin Major 2023                         | 7 мая       | 200 000 $   |
| 1     | Gaimin Gladiators | DreamLeague Season 20                     | 25 июня     | 300 000 $   |
| 1     | Gaimin Gladiators | Bali Major 2023                           | 9 июля      | 200 000 $   |
| 4     | Gaimin Gladiators | Riyadh Masters 2023                       | 29 июля     | 1 200 000 $ |
| 2     | Gaimin Gladiators | The International 2023                    | 30 октября  | 377 177 $   |
| 2024  |                   |                                           |             |             |
| 1     | Gaimin Gladiators | Riyadh Masters 2024                       | 21 июля     | 1 500 000 $ |
| 2     | Gaimin Gladiators | The International 2024                    | 15 сентября | 359 467 $   |